# سوکاتا
سوکاتا (انگلیسی: SOCATA) شرکت هوافضای فرانسوی است، که در سال ۱۹۶۶ تأسیس شد.